# Stenobarichneumon melanocephalus
Stenobarichneumon melanocephalus là một loài tò vò trong họ Ichneumonidae.